# ماتیا ناستازیچ
ماتیا ناستاسیچ (سیریلیک صربی: Матија Настасић؛ زادهٔ ۲۸ مارس ۱۹۹۳) بازیکن فوتبال اهل صربستان است که در پست مدافع برای تیم ملی فوتبال صربستان بازی می‌کند.